# Holsworthy Hamlets
 (mai 2023).
Holsworthy Hamlets est une paroisse civile du Devon, située dans l'Angleterre du Sud-Ouest. Elle entoure la paroisse civile et ville de Holsworthy, sauf à l'est.